# Ekrem Öztürk
Ekrem Öztürk (ur. 11 lutego 1997) – turecki zapaśnik startujący w stylu klasycznym. Brązowy medalista mistrzostw świata w 2018. 
Wicemistrz Europy w 2021 i trzeci w 2018. Czwarty w Pucharze Świata w 2022. Triumfator akademickich MŚ w 2018. Trzeci na MŚ kadetów w 2014 i U-23 w 2019. Drugi na ME U-23 w 2018 roku.